# 博克斯埃 (南达科他州)
博克斯埃（英語：Box Elder）是美国南达科他州下属的一座城市。根据2010年美国人口普查，该市有人口7,800人。2011年估计该市人口约有7,908人，年增长率为1.38%。